# نبرد گوندار
نبرد گوندار یا تسخیر گوندار آخرین موضع نیروهای ایتالیایی در آفریقای شرقی ایتالیایی در طول جنگ جهانی دوم بود. نبرد در ماه نوامبر ۱۹۴۱ در طول سلسله عملیات‌های شرق آفریقا صورت گرفت. گوندار شهر اصلی استان امهرا (امپراتوری اتیوپی) در کوه‌های شمال دریاچه تانا در اتیوپی در ارتفاع ۷٬۰۰۰ فوت (۲٬۱۰۰ متر) با داشتن پادگان ایتالیایی با ۴۰٬۰۰۰ نیرو به فرماندهی ژنرال گوگلیلمو ناسی بود.

## زمینه
پس از شکست ایتالیایی‌ها در نبرد کرن (۱ آوریل ۱۹۴۱) بسیاری از آن‌ها به سنگرهای آمبا آلاجی، جیما و گوندار عقب‌نشینی کردند. آمبا آلاجی در ماه مه و جیما در ماه ژوئیه سقوط کردند. گوندار مرکز استان امهرا در بلندی‌های شمال دریاچه تانا در ارتفاع ۲٬۱۰۰ متری (۷٬۰۰۰ فوت) بود. در سال ۱۹۴۱ به یک جاده متصل بود که در ولچیفت توسط یک پادگان نیروهای ایتالیایی محافظت می‌شد، مانع جاده تا ۱٬۲۰۰ متر در سینه کش مسیر قرار داشت و برخی از موانع به صورت عمود بر صخره قطع گشته بود. از ولچیفت به گوندار مسیری پرتگاهی بود و در دبات، ۴۸ کیلومتر مانده به گوندار و آمبا جیورجیس پادگان‌های کوچکی قرار داشت. تنها یک جاده کوچک از ام هاجر به سمت شمال اتصال با جاده اصلی داشت. در غرب شهر مسیری با تعمیرات ضعیف در هوایی صاف به گالابات و یک پادگان در چیلگا می‌رسید. در کنار دریاچه تانا مسیری خشن با گورگورا مواجه می‌شد و مسیری بهتر برای گریز و استقرار در شرق به دبرا تابور و همچنین دسی قرار داشت. در ۴۸ کیلومتری گوندار در کولکابار جاده از بین تپه‌ها و دریاچه می‌گذرد؛ از دبرا تابور به دسی جاده‌ای خاکی قرار داشت که در باران غیرقابل عبور بود.

## پیش درآمد
در اختیار داشتن ولچیفت و کوه کولکابار ابزاری برای حمله به گوندار بود. ولچیفت توسط یک پادگان با داشتن حدود ۴٬۰۰۰ نفر از مردان زیر نظر سرهنگ ماریو گانلا دفاع می‌شد. دژ از ماه مه ۱۹۴۱ توسط نیروهای نامنظم اتیوپی با فرماندهی بریتانیا محاصره شد. با آمدن واحدی از ارتش هند بریتانیا و بخشی از لشکر دوازدهم آفریقایی به نیروهای محاصره‌گر افزوده شد. چندین حمله و ضدحمله بین ماه مه و اوت ۱۹۴۱ اتفاق افتاد. در ۲۸ سپتامبر ۱۹۴۱ با کشته شدن ۹۵۰ نفر جنگجو و با توجه به تمام شدن آذوقه سرهنگ گانلا با ۱٬۶۲۹ نفر سرباز ایتالیایی و ۱٬۴۵۰ نفر سرباز استعماری تسلیم شد.

در ۱۳ نوامبر نیرویی متشکل از لشکر دوازدهم آفریقایی-بریتانیایی به فرماندهی سرلشکر چارلز فاکس با پشتیبانی نیروهای نامنظم اتیوپیایی به کلید تدافعی کولکابار حمله کردند که دفع شد. کولکابار از اوایل ماه سپتامبر، محاصره گشت و مورد حملات و بمباران متعدد قرار گرفت. دومین حمله در ۲۱ نوامبر از چند جهت تا بعدازظهر تا زمانی که ایتالیایی‌ها تسلیم شوند ادامه پیدا کرد. در حمله نهایی بریتانیا و اتیوپی ۲۰۶ نفر تلفات دادند و ۲٬۴۲۳ نفر ایتالیایی و اتیوپیایی به اسارت گرفته شد(منابع ایتالیایی تلفات را ۱٬۰۰۳ نفر کشته، ۸۰۴ نفر زخمی و ۱٬۹۰۰ نفر اسیر دانسته‌اند).

## نبرد

### گذر از کوه
دو گردنه مشرف به شهر وجود داشت که توسط نیروهای ایتالیایی کنترل می شد. آن‌ها با دو تیپ از لشکر دوازدهم آفریقایی رو به رو گشتند.
دو گروه ایتالیایی پس از قطع شدن ارتباطشان زمانی که منابع خود را از دست دادند، مجبور به تسلیم شدند.

### شهر گوندار
در تاریخ ۲۳ نوامبر هنگامی که نیروهای متفقین گردنه‌ها را گرفتند کنترل ارتفاعات مشرف به شهر گوندار را به دست آوردند. پادگان گوندار به دلیل اینکه بسیاری از آسکاری‌هایی که حقوقشان توسط ایتالیایی‌ها پرداخت نشده بود، رها کرده بودند به‌طور جدی تهی گشته بود. حمله نهایی در گوندار که ستاد گوگلیلمو ناسی در آنجا مستقر بود در ۵:۳۰ سحرگاه ۲۷ نوامبر آغاز شد. هدف نخست فرودگاه آزوزو بود؛ که در ظهر همان روز تسخیر شد و نیروهای مشترک‌المنافع به قلعه فاسیلایدس رسیدند. در ساعت ۴:۳۰ پس از ظهر در حالی که هنگ زره پوش کنیا در حومه شهر نفوذ کرده بود، ژنرال ناسی آخرین پیام خود را به ایتالیا فرستاد، وی توضیح داد که تیپ ذخیره که در جبهه جنوب مستقر شده بود، قادر به جلوگیری از حمله نشده و نیروهای دشمن از سیم خاردار گذشته و دشمن با وسایل نقلیه زره‌پوش وارد شهر شده‌اند. ناسی به زودی پس از ارسال نامه تسلیم شد. برخی پایگاه‌های ایتالیایی تا ۳۰ نوامبر مبارزه کردند، و در نهایت جنگ به پایان رسید.